# Calymperes subdiaphanum
Calymperes subdiaphanum là một loài rêu trong họ Calymperaceae. Loài này được J.-F. Leroy mô tả khoa học đầu tiên năm 1947.